# Kschenski
Kschenski (russisch Кше́нский) ist eine Siedlung städtischen Typs in der Oblast Kursk in Russland mit 6128 Einwohnern (Stand 14. Oktober 2010).

## Geographie
Der Ort liegt gut 100 km Luftlinie östlich des Oblastverwaltungszentrums Kursk an der Kschen, einem rechten Nebenfluss der Bystraja Sosna.
Kschenski ist Verwaltungszentrum des Rajons Sowetski sowie Sitz und einzige Ortschaft der Stadtgemeinde (gorodskoje posselenije) Possjolok Kschenski.

## Geschichte
Der Ort entstand 1894 im Zusammenhang mit dem Bau der Eisenbahnstrecke Kursk – Woronesch, als dort eine Station errichtet und nach dem Fluss benannt wurde. Die Stationssiedlung trug zunächst ebenfalls den Namen Kschen, bis sie 1918 den Namen Sowetski erhielt, abgeleitet von Sowjet. 1926 wurde die Siedlung Verwaltungssitz einer Wolost, 1928 eines nach ihm benannten, neu gebildeten Rajons.
Im Zweiten Weltkrieg war die Siedlung längere Zeit umkämpft. Erstmals befand sie sich im November bis Dezember 1941 im Frontbereich. Am 29. Juni 1942 wurde Sowetski von der deutschen Wehrmacht eingenommen und Ende Januar 1943 von der Roten Armee zurückerobert.
1958 erhielt der Ort den Status einer Siedlung städtischen Typs unter der heutigen Bezeichnung, während der Rajonname beibehalten wurde.
Bevölkerungsentwicklung
| Jahr | Einwohner |
| ---- | --------- |
| 1926 | 898       |
| 1939 | 1938      |
| 1959 | 4238      |
| 1970 | 5725      |
| 1979 | 6783      |
| 1989 | 7513      |
| 2002 | 6655      |
| 2010 | 6128      |
| 2021 | 5586      |

Anmerkung: Volkszählungsdaten

## Verkehr
In Kschenski befindet sich die Station Kschen bei Kilometer 121 der 1894 eröffneten Strecke Kursk – Woronesch.
In der Siedlung kreuzen sich die Regionalstraßen 38K-013, die 30 km südlich an der föderalen Fernstraße R298 Kursk – Woronesch – Borissoglebsk beginnt und zur Grenze der Oblast Lipezk (weiter Richtung Wolowo) führt, sowie 38K-016 Kursk – Kastornoje.